# ميخائيل بال (لاعب كرة قدم أمريكية)
ميخائيل بال (بالإنجليزية: Michael Ball)‏ هو لاعب كرة قدم أمريكية أمريكي، ولد في 5 أغسطس 1964 في نيو أورلينز في الولايات المتحدة.

## وصلات خارجية
- ميخائيل بال على موقع مرجع كرة القدم المحترفة.كوم (الإنجليزية)